# Občina Dol pri Ljubljani
Občina Dol pri Ljubljani je ena od 212 občin v Republiki Sloveniji. Ima okoli 6.300 prebivalcev in leži v Osrednjeslovenski regiji, meji pa na Mestno občino Ljubljana in občine Domžale, Moravče ter Litija. Občina zajema površino 33,3 km² in ima približno 6300 prebivalcev. Sestavlja jo 19 naselij: Beričevo, Brinje, Dol pri Ljubljani, Dolsko, Kamnica, Kleče pri Dolu, Klopce, Križevska vas, Laze pri Dolskem, Osredke, Petelinje, Podgora pri Dolskem, Senožeti, Videm, Vinje, Vrh pri Dolskem, Zaboršt pri Dolu, Zagorica pri Dolskem, Zajelše.
Občinsko središče Dol še zdaleč ni največje naselje v občini, ampak šele sedmo: pred njim so Videm, Senožeti, Dolsko, Vinje, Beričevo in Zaboršt. Občina je bila tako kot številne druge slovenske občine ustanovljena leta 1994 z Zakonom o ustanovitvi občin ter o določitvi njihovih območij in sicer iz severovzhodnega dela nekdanje ljubljanske občine Moste-Polje (severno od Save), deloma pa tudi skrajnega vzhodnega dela občine Bežigrad.

## Zgodovina občine

### Dol v 18. in 19. Stoletju
Začetki občine Dol segajo v leto 1771, ko je cesar Jožef II. za potrebe vojaškega nabora izdal reformo s katero so bile ustanovljene konskripcijske občine, kasneje pa so bile na osnovi le teh ustanovljene še davčne občine. Na Kranjskem je bilo tako ustanovljenih več kot 800 občin. Ozemlje današnje občine Dol pri Ljubljani je v tistem času spadalo pod Ljubljanski okraj in naborno gospostvo Habah, razdeljeno pa je bilo med več davčnih občin, in sicer Dol, Sv. Agata (Laze), Dolsko, Beričevo, Senožeti in Vinje.
Po Provizoričnem zakonu o občinah izdanem leta 1849 je prišlo do sprememb v lokalni samoupravi. Občinske meje so bile na novo zarisane, avtonomija občin pa se je povečala. Ker se je izkazalo, da so številne občine premajhne za uspešno delovanje, so bile združene. To se je zgodilo tudi z občinami na območju Dola, saj se sta po novem obstajali le še občini Dol in Dolsko, ki sta najprej spadali pod okraj Brdo, od spremembe zakona leta 1862 pa pod Upravni okraj Kamnik in sodni okraj Brdo. Kraj Laze je takrat izpadel iz občine in bil priključen občini Devica Marija v Polju, ki je bila del okraja Ljubljanska okolica. Obe občini skupaj sta v tistem času imeli približno 2.100 prebivalcev. Takšna ureditev se nato ni spreminjala vse do razpada Avstro-Ogrske, z izjemo manjše spremembe v letu 1914, ko so se vasi Kleče, Podgora in Zajelše iz izločile iz občine Dolsko in priključile občini Dol.

### Med obema vojnama
Po koncu vojne in ustanovitvi Države Slovencev, Hrvatov in Srbov ni prišlo do sprememb na področju samouprave, po nastanku Kraljevine SHS pa je zaradi želje oblasti po čim večji centralizaciji prišlo do nove razdelitve države na oblasti sreze (okraje) in občine. Občini Dol in Dolsko sta se obdržali in po novem pripadali Kamniškemu srezu, znotraj Ljubljanske oblasti. Moški občani starejši od 21 let so imeli po novem pravico tudi voliti svoje predstavnike, vendar so oblasti v Beogradu ves čas ovirale delovanje lokalne samouprave. Po začetku diktature kralja Aleksandra leta 1929 je prišlo do reorganizacije občin, ki so bile zaradi povečanja svojih zadolžitev sedaj običajno večje. Občina Dol se je zato precej povečala in po novem vsebovala še občini Dolsko in Podgorica in del občine Devica Marija v Polju. Tako je bilo leta 1933 v občini Dol kar 3.219 prebivalcev.

### Po drugi svetovni vojni
Takoj po vojni je Zakon o razdelitvi federalne Slovenije razčlenil slovensko ozemlje ne okrožja, okraje in kraje (več naselji skupaj). Kraja Dol in Dolsko ter Beričevo, ki je postal samostojen kraj, so pripadali ljubljanskemu okrožju v okraju Ljubljana – okolica. Tako kot drugje, so bili tudi v Dolu in Beričevem takoj vzpostavljeni Krajevni ljudski odbori (KLO), ki so predstavljali nov organ oblasti na lokalni ravni. Za prvega predsednika KLO je bil v Dolu izvoljen Vinko Cajhen, v Beričevem pa Alojz Avsec. 
Do novih sprememb je prišlo leta 1952, ko je bil sprejet Zakon o razdelitvi Ljudske republike Slovenije na mesta občine in kraje.To je pomenilo vrnitev pojma občine, ki je nadomestil prej ustanovljene kraje. Občine bile opredeljene kot teritorialne in gospodarske celote sestavljene iz enega ali več naselij. Ozemlje današnje občine Dol pri Ljubljani je bilo v tem času ponovno razdeljeno med različne občine. Dol ni bil več svoja občina, pač pa sta Brinje in Beričevo po novem spadala pod občino Črnuče, vsa ostala naselja pa so bila del občine Dolsko. Obe omenjeni občini sta spadali pod okraj Ljubljana okolica. Že v letu 1955 so sledile vnovične spremembe. Zaradi povečanja pristojnosti in nalog okrajev in občin so se številne med njimi izkazale kot nezmožne opravljati svojo funkcijo, zato so se številne občine in okraji združili in njihovo število se je precej zmanjšalo. Zaradi tega je bila ukinjena tudi občina Dolsko in vsa njena naselja so bila vključena v občino Ljubljana – Črnuče, ki je bila del Ljubljanskega okraja. V naslednjih letih je Zakon o območjih okrajev in občin v Ljudski republiki Sloveniji doživel več sprememb, največje v letu 1964, ko je bilo število teritorialnih enot reducirano na vsega 4 okraje in 62 občin. Po sprejetju zakona leta 1964 pa je bila občina Črnuče ukinjena in s tem so vsa naselja v dolski dolini pripadla občinama Ljubljana – Bežigrad, in Ljubljana – Moste – Polje, del katerih sta bili vse do razpada Jugoslavije in ustanovitve samostojne občine Dol pri Ljubljani leta 1994.

### Po osamosvojitvi
Po razpadu Jugoslavije in nastanku neodvisne samostojne države Slovenije je prišlo do velike reorganizacije samouprave. V ta namen sta bila leta 1993 sprejeta Zakon o lokalni samoupravi in Zakon o lokalnih volitvah, leta 1994 pa še Zakon o Referendumu za ustanovitev občin. V istem letu so bili na 340 območjih v Sloveniji izpeljani posvetovalni referendumi o nastanku novih občin. Čeprav so se na referendumu prebivalci opredelili proti ustanovitvi občine Dol pri Ljubljani, je bila ta zaradi interesa države in javnega interesa vseeno ustanovljena še istega leta. Sledile so tudi prve lokalne volitve, na katerih je bil za župana občine Dol pri Ljubljani izvoljen Anton Jemec. Občina je ob ustanovitvi dobila tudi svoje simbole. Zastava je trobojnica, ki jo sestavljajo rumena, zelena in modra barva. Modra in zelena simbolizirata reke, ki tečejo skozi občino, zelena pa njeno zeleno naravo. Grb je preprost modro zelen ščit, ki ga prečno deli rumena slamnata kita, ki opozarja na tradicijo pletarstva in slamnikarstva v teh koncih. Za občinski praznik je bil izbran 23. marec, saj se je na ta dan rodil slavni slovenski matematik in fizik Jurij Vega, ki se je rodil v Zagorici pri Dolskem.

## Župani
- Anton Jemec (1994 - 2006)
- Primož Zupančič (2006 - 2014)
- Janez Tekavc (2014 - 2018)
- Željko Savič (2018 - )

## Znani prebivalci
- Jurij Vega
- Baron Jožef Kalasanc Erberg
- Janko Moder
- Jurij Flajšman
- Petra Majdič
- Miško Kranjec